# Futaptyelus hiraozanus
Futaptyelus hiraozanus är en insektsart som beskrevs av Matsumura 1942. Futaptyelus hiraozanus ingår i släktet Futaptyelus och familjen spottstritar. Inga underarter finns listade i Catalogue of Life.